# Tourand

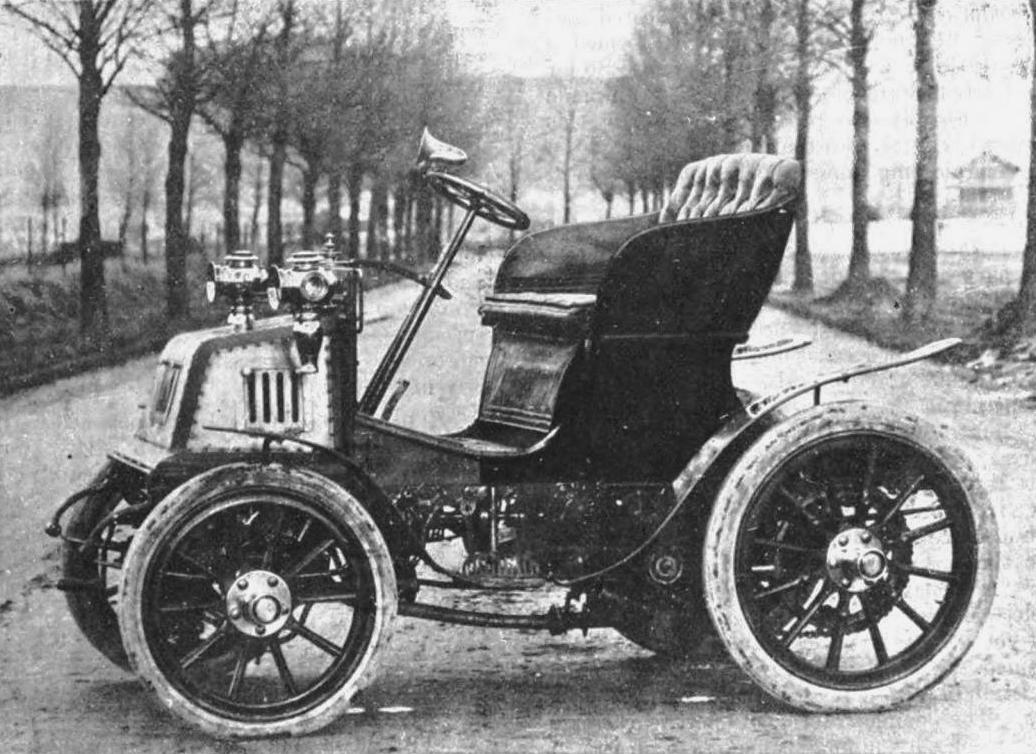
Tourand 6 CV (1900)

Tourand et Cie war ein französischer Hersteller von Automobilen.

## Unternehmensgeschichte
Das Unternehmen begann 1900 in Le Havre mit der Produktion von Automobilen. Der Markenname lautete Tourand. Nach einer mehrjährigen Pause wurden zwischen 1905 und 1907 in Suresnes erneut Fahrzeuge hergestellt.

## Fahrzeuge
Das erste Modell war mit einem Zweizylindermotor mit 6 PS Leistung von Crozet ausgestattet. Der wassergekühlte Motor war vorne im Fahrzeug montiert und trieb über zwei Ketten die Hinterachse an. Das Getriebe bot vier Vorwärtsgänge plus Rückwärtsgang. Ein Pedalbremse wirkte auf die Getriebesausgangswelle, Handbremsen auf die Bremstrommeln der Hinterräder.
1905 bestand das Angebot aus Modellen mit Vierzylindermotoren und Kardanantrieb. Die Motoren leisteten wahlweise 16 PS, 18 PS, 40 PS, 60 PS oder 70 PS. 1906 folgte ein Rennwagen, dessen Motor 80 PS leistete. Dieses Fahrzeug wurde 1912 in The Autocar als Gebrauchtwagen angeboten.